# Morti nel 2009
| Questa pagina contiene informazioni ricavate automaticamente dalle voci biografiche con l'ausilio del template Bio e di un bot. L'aggiornamento è periodico e automatico e ricostruisce completamente la pagina. Se manca una persona in questa lista, sei pregato di non aggiungerla, ma accertati piuttosto che la sua voce biografica contenga il template Bio e che i dati anagrafici siano correttamente compilati. Se il template Bio manca, inseriscilo tu stesso o, in alternativa, metti l'avviso {{tmp\|Bio}} che ne segnala la mancanza. Se i dati riportati sono sbagliati, correggi direttamente la voce biografica; le modifiche saranno visibili in questa lista entro pochi giorni. Per chiarimenti vedi il progetto biografie. La lista contiene solo le 1.776 persone che sono citate nell'enciclopedia e per le quali è stato implementato correttamente il template Bio. Pagina aggiornata al 10 ago 2025. |

## Senza giorno specificato(30)
- Paul Angelis, attore e doppiatore britannico (n. 1943)
- Elie Azagury, architetto marocchino (n. 1918)
- Mary Ann Campana, aviatrice italiana (n. 1913)
- Francis Carr, storico e saggista britannico (n. 1924)
- Lelio Catelli, calciatore italiano (n. 1925)
- Benedetto Colajanni, ingegnere e attore italiano (n. 1927)
- Mario Coltorti, medico italiano (n. 1926)
- Francesco Colucci, economista italiano (n. 1923)
- Fabio De Agostini, regista e sceneggiatore italiano (n. 1933)
- Giorgio De Maria, scrittore, commediografo e pianista italiano (n. 1924)
- Domenico Di Bari, architetto italiano (n. 1925)
- Pierre Dobrievich, ballerino e direttore artistico jugoslavo (n. 1931)
- Caple Donaldson, calciatore giamaicano (n. 1966)
- Massimo Fenili, allenatore di calcio, calciatore e cestista italiano (n. 1935)
- José Florio, calciatore argentino (n. 1924)
- Piero Garino, pittore italiano (n. 1922)
- Max Hartwell, storico australiano (n. 1921)
- Christian Kipfer, ginnasta svizzero (n. 1921)
- Armando Macci, calciatore italiano (n. 1929)
- Nunzia Monanni, giornalista e scrittrice italiana (n. 1934)
- Edoardo Nova, ingegnere italiano (n. 1921)
- Joachim Näther, architetto tedesco (n. 1925)
- Massimiliano Randino, militare italiano (n. 1977)
- Amiel Shomrony, superstite dell'Olocausto croato (n. 1917)
- Nikolaj Sokolov, siepista sovietico (n. 1930)
- Eduardo Vittoria, architetto e designer italiano (n. 1923)
- Zeke Zarchy, trombettista statunitense (n. 1915)
- Renzo Zattoni, incisore italiano (n. 1924)
- Franz Zeyringer, violista austriaco (n. 1920)
- Zhuang Xueben, fotografo cinese (n. 1926)